# میدلفارت
میدلفارت (به لاتین: Middelfart) یک شهر در دانمارک است که در استان سوددانمارک واقع شده‌است. میدلفارت ۱۰٫۷ کیلومتر مربع مساحت و ۱۵٬۵۴۰ نفر جمعیت دارد.